# Rachel Korine
Rachel Korine (Nashville, Tennessee, 4 de abril de 1986) es una actriz estadounidense.

## Biografía
Nació en Nashville, Tennessee, como Rachel Simon. Rachel Korine ha protagonizado películas como Septien, Mister Lonely y Trash Humpers. También ha aparecido en Spring Breakers, una película escrita y dirigida por su marido Harmony Korine, con el que lleva casada desde 2007.

## Filmografía
| Año  | Título                   | Personaje       | Notas          |
| ---- | ------------------------ | --------------- | -------------- |
| 2007 | Mister Lonely            | Caperucita Roja |                |
| 2009 | The Dirty Ones           |                 | Cortometraje   |
| 2009 | Trash Humpers            | Momma           |                |
| 2010 | Septien                  | Savannah        |                |
| 2012 | Lotus Community Workshop | Rach            | Cortometraje   |
| 2012 | The Fourth Dimension     | Rach            |                |
| 2012 | Druid Peak               | Zoe             |                |
| 2013 | Spring Breakers          | Cotty           | Coprotagonista |

## Vida personal
El 4 de abril de 2007, el día de su cumpleaños, se casó en una boda íntima con el director de cine Harmony Korine, quien actualmente sigue siendo su marido. Ambos tienen una hija en común, Lefty Bell Korine, una niña, nacida el 27 de enero de 2011.